# Kostel Všech svatých (Bratronice)
Kostel Všech svatých je sakrální stavba stojící ve středočeských Bratronicích (v okrese Kladno). Zbudoval ji (v pozdně barokním slohu) v letech 1780 až 1783 zednický mistr J. Cikan pocházející z Bud (Budy jsou součástí městyse Křivoklát). Od roku 1855 je kostel farní. Stavba je situována v místech, kde stával původní hřbitovní kostel z počátku 14. století, který byl před stavbou kostela Všech svatých stržen. Odhaduje se, že pravděpodobně roku 1787 došlo i k výstavbě fary poblíž kostela.
Stavba je chráněna od 31. prosince 1967 jako kulturní památka České republiky.

## Popis stavby
Kostel je jednolodní obdélný s odsazeným čtvercovým presbytářem prodlouženým o osově umístěnou sakristií. Předsazené západní průčelí, s výrazně vykrojenými nárožími, zdůrazňuje hranolová věž ukončená zvoncovitou helmicí s lucernou. Loď, presbytář i sakristií zakončují vysoké valbové střechy kryté prejzovou krytinou, stejná krytina pokrývá i helmici věže. Stěny kostela prolamují vysoká segmentově sklenutá okna, sakristii o něco menší pravoúhlá okna. Do kostela vedou čtyři vstupy; hlavní vstup je situován v západním průčelí, další vstupy do sakristie, lodi a ke věžovému schodišti jsou umístěné na severní straně. Fasády člení nárožní pilastry s iónskými hlavicemi a vykrajovaná vpadlá pole. Okna lemovaná šambránou zdobí vrcholový, výrazně protažený klenák, který ústí pod hlavní římsou. Všechny vstupy mají kamenná ostění, západní portál s ušima, lištou a klenákem zdůrazňuje nadpraží tvořené protilehlými zvlněnými a stoupajícími římsami zakončenými volutami.  V druhé polovině dvacátého století kostel postupně chátral. Opravy se dočkal v roce 1968, kdy byla opravena střecha, natřen sanktusovník a zasklena okna. Nicméně v roce 1980 je jeho stav hodnocen jako havarijní, bylo zjištěno vážné poškození původní barokní krovové konstrukce z roku 1782. Důkladné opravy se kostel dočkal až po roce 1989 a v září 2001 byl znovu vysvěcen.
Ve věži kostela byly dva zvony. Větší, který odlil v roce 1782 v Praze Johann Christian Schuncke, měl na plášti reliéfy svatého Vojtěcha, Kříž s Kristem, dále svatého Augustina s andílkem a dva mučedníky v římské zbroji. Menší z roku 1866 zdobil reliéf svatého Václava. Oba zvony byly za první světové války zrekvírovány. Zůstal jen umíráček, umístěný v sanktusníku. Roku 2007 byla uspořádána sbírka, z jejíhož výtěžku se vyrobil nový zvon pojmenovaný „svatý Václav“. Zvon ladění d2 o hmotnosti 220kg ze zvonařské dílny rodiny Dytrychovy z Brodku u Přerova byl požehnán a zavěšen do věže kostela 28. září 2007.

## Interiér
Vnitřní zařízení kostela (tedy hlavní oltář, dva boční oltáře, kazatelna a varhany) jsou převážně z poloviny 19. století. Obraz Všech Svatých na hlavním oltáři pochází z roku 1859 a jeho autorem je Antonin Lhota (pozn.: Cechner uvádí jako autora  J. Lhotu, ale pravděpodobnější je informace NPU, která uvádí jako autora Antonína Lhotu). Obraz byl pořízen nákladem Josefa Patery za cenu 350 zlatých. Boční oltáře pocházejí z některého zrušeného pražského kláštera. Na severním bočním oltáři z roku 1676 je obraz Ukřižovaného Krista, jehož nohy objímá klečící mnich. Na jižním oltáři z roku 1731 je obraz umírajícího svatého Františka Xaverského. Varhany pocházejí z roku 1853 a vytvořil je varhanář Josef Suchý ze Slaného. V letech 2014 - 2015 byly varhany opraveny.